# Туринок Віталій Вікторович
Віталій Вікторович Туринок (нар. 14 вересня 1973, с. Свободне, Волноваський район, Донецька область) — український діяч, бізнесмен, голова Запорізької обласної державної адміністрації (з 5 вересня 2019 року по 11 червня 2020 року).

## Життєпис
У вересні — жовтні 1990 року — сезонний працівник садівничої бригади № 1 радгоспу «Транспортний» Донецької області. У жовтні — листопаді 1990 року — підсобний робітник 1-го розряду ремонтно-будівельного цеху Донецького хіміко-металургійного заводу.
У грудні 1990 — липні 1991 року — слухач денного підготовчого відділення Запорізького індустріального інституту.
У липні 1991 — червні 1997 року — студент Запорізької державної інженерної академії.
У січні 2001 — квітні 2005 року — директор ТзОВ «Афганець». У квітні 2005 — квітні 2006 року — директор з розвитку підприємства ТзОВ «Постулат». У червні 2007 — вересні 2008 року — заступник директора з комерційних питань ТзОВ «Постулат».
У липні 2003 — вересні 2008 року — голова правління ЗАТ «Рівненський домобудівний комбінат» (за сумісництвом). У вересні 2008 — січні 2011 року — голова правління ЗАТ «Рівненський домобудівний комбінат». У січні 2011 — червні 2012 року — голова Наглядової Ради ПАТ «Рівненський домобудівний комбінат». У червні 2012 — вересні 2019 року — менеджер з питань регіонального розвитку Товариства з додатковою відповідальністю «Рівненський домобудівний комбінат».
Співвласник декількох бізнесів в сфері будівництва та промисловості: «Рівненський домобудівний комбінат», «Волиньферрометал», «Інтертрейд» тощо.
З 5 вересня 2019 року по 11 червня 2020 року — голова Запорізької обласної державної адміністрації.